# David Clapham
Pour les articles homonymes, voir Clapham.
Pas d'image ? Cliquez ici
David Clapham est un pilote automobile sud-africain né le 17 mai 1931 à Rawmarsh, au Royaume-Uni et mort le 22 octobre 2005 en Afrique du Sud. Il pilote dans de nombreuses catégories de courses de monoplaces (Formule Vee, Formule Ford, Formule 1) ainsi que dans des courses de voitures de tourisme, en Afrique du Sud uniquement. C'est également un homme d'affaires et journaliste.

## Biographie

### Carrière de pilote
Bien que né au Royaume-Uni, David Clapham passe une grande partie de sa vie en Afrique du Sud. Il commence par des courses de monoplaces dans des catégories inférieures telles que la Formule Vee ou la Formule Ford. On le croise également dans des courses de voitures de tourisme à l'échelle locale.
En 1963 et en 1964, il s'inscrit au Grand Prix automobile du Rand comptant pour le championnat d'Afrique du Sud de Formule 1. Sa première participation se fait sur une LDS Mk1 de la Scuderia Los Amigos. Il abandonne après la casse de son moteur Coventry Climax. En 1964, inscrit sur une Cooper T51 de Lawson Organisation, il ne parvient pas à se qualifier.
L'année suivante, il tente sa chance au Grand Prix automobile d'Afrique du Sud 1965 sur la même Cooper mais renonce à participer.

### Carrière d'homme d'affaires

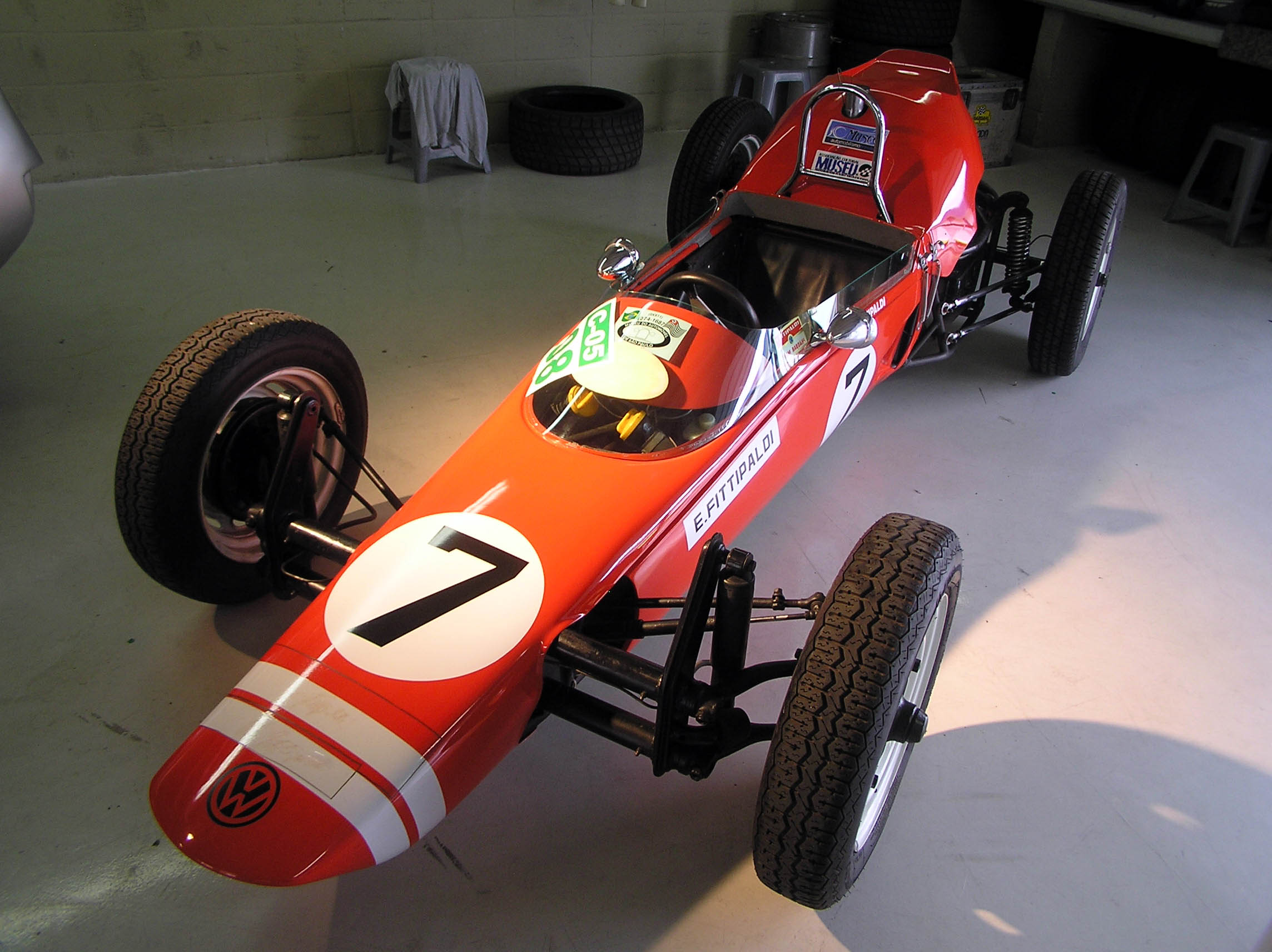
Une Formule Vee de 1966.

David Clapham est un des hommes ayant rapporté du Royaume-Uni le sport automobile en Afrique du Sud ; il a contribué au développement de la Formule Vee et de la Formule Ford dans son pays d'adoption.
Il s'intéresse également à la carrière de certains pilotes locaux, notamment Jody Scheckter, qu'il aide à lancer sa carrière en Europe, avec succès. Il occupe également des positions administratives dans le monde du sport automobile après la fin de sa carrière.
Pendant sa carrière de pilote et même après, David Clapham écrit nombre d'articles pour des magazines sud-africains de sport automobile . 
Il meurt en octobre 2005 de maladie, laissant derrière lui une femme et une fille.